# 南堀江
南堀江（みなみほりえ）は、大阪府大阪市西区の町名。現行行政地名は南堀江一丁目から南堀江四丁目。

## 概要
大阪市西区の南東部に位置。島之内の西隣のブロックとなる堀江の南半に当たり、北は北堀江、西は木津川を挟んで千代崎、東は阪神高速1号環状線を挟んで中央区西心斎橋、南は道頓堀川を挟んで浪速区幸町とそれぞれ接する。広義のミナミに含まれることもある。
西心斎橋のアメリカ村（アメ村）からもほど近い。高感度のセレクトショップや有名アパレルブランドの路面店や雑貨店、カフェなど立ち並び、関西におけるファッションエリアとして有名である。

### 河川
- 木津川
- 道頓堀川

## 歴史
現在北堀江との境界となっている大阪市道玉造西九条線（周防町通・北堀江通）の南側にはかつて堀江川が流れており、もとの境界は堀江川だった。
南堀江の町名は1698年（元禄11年）の堀江川の開削および堀江新地の開発の際に成立したが、もとの町域は堀江新地のうち堀江川の南岸のみで、それより南側は橘通という町名だった。橘通の町名は明治初期に南堀江上通・南堀江下通と改称されて消滅するが、昭和中期に南堀江立花通・南堀江大通と改称されて昭和後期まで残存した。現在のオレンジストリートもタチバナ（橘・立花）に由来する。

## 世帯数と人口
2019年（平成31年）3月31日現在の世帯数と人口は以下の通りである。
| 丁目         | 世帯数    | 人口     |
| ------------ | --------- | -------- |
| 南堀江一丁目 | 1,837世帯 | 2,948人  |
| 南堀江二丁目 | 1,548世帯 | 2,539人  |
| 南堀江三丁目 | 1,731世帯 | 2,969人  |
| 南堀江四丁目 | 4,490世帯 | 8,462人  |
| 計           | 9,606世帯 | 16,918人 |

### 人口の変遷
国勢調査による人口の推移。
| 1995年（平成7年）  | 9,377人  | [ 5 ] |  |
| 2000年（平成12年） | 10,733人 | [ 6 ] |  |
| 2005年（平成17年） | 11,754人 | [ 7 ] |  |
| 2010年（平成22年） | 14,021人 | [ 8 ] |  |
| 2015年（平成27年） | 15,852人 | [ 9 ] |  |

### 世帯数の変遷
国勢調査による世帯数の推移。
| 1995年（平成7年）  | 4,182世帯 | [ 5 ] |  |
| 2000年（平成12年） | 5,344世帯 | [ 6 ] |  |
| 2005年（平成17年） | 7,104世帯 | [ 7 ] |  |
| 2010年（平成22年） | 7,925世帯 | [ 8 ] |  |
| 2015年（平成27年） | 8,953世帯 | [ 9 ] |  |

## 事業所
2016年（平成28年）現在の経済センサス調査による事業所数と従業員数は以下の通りである。
| 丁目         | 事業所数  | 従業員数 |
| ------------ | --------- | -------- |
| 南堀江一丁目 | 381事業所 | 5,684人  |
| 南堀江二丁目 | 133事業所 | 1,330人  |
| 南堀江三丁目 | 161事業所 | 1,521人  |
| 南堀江四丁目 | 231事業所 | 2,123人  |
| 計           | 906事業所 | 10,658人 |

## 施設

### 公共施設
- 大阪市立日吉小学校
- 大阪南堀江郵便局
- 大阪日吉郵便局

### 医療機関
- 大野記念病院

### 公園
- 堀江公園
- 南堀江公園
- 高台橋公園
- 日吉公園

### 社寺
- 御霊神社堀江行宮
- 萬福寺

## 交通

### 鉄道
- 地内に駅はないが、大阪市高速電気軌道 (Osaka Metro) の四ツ橋駅・西大橋駅・西長堀駅・ドーム前千代崎駅・桜川駅、阪神電気鉄道のドーム前駅、南海電気鉄道の汐見橋駅、近畿日本鉄道の大阪難波駅、西日本旅客鉄道（JR西日本）のJR難波駅などに近接する。

### 道路
高速道路
- 阪神高速1号環状線

主要地方道
- 大阪府道29号大阪臨海線（新なにわ筋）
- 大阪府道41号大阪伊丹線（なにわ筋）
- 大阪府道173号大阪八尾線（長堀通）
- 大阪市道南北線（四つ橋筋）
- 大阪市道中之島桜川線（あみだ池筋）

## その他

### 日本郵便
- 〒550-0015[3]（集配局：大阪西郵便局[11]）